# Courville
Courville ist eine französische Gemeinde mit 454 Einwohnern (Stand: 1. Januar 2022) im Département Marne in der Region Grand Est (vor 2016 Champagne-Ardenne). Die Gemeinde gehört zum Arrondissement Reims und zum Kanton Fismes-Montagne de Reims. Die Einwohner werden Courvillois genannt.

## Geographie
Courville liegt etwa 27 Kilometer westnordwestlich des Stadtzentrums von Reims an der Ardre. Umgeben wird Montigny-sur-Vesle von den Nachbargemeinden Saint-Gilles im Norden und Nordwesten, Fismes im Norden, Magneux im Norden und Nordosten, Unchair im Nordosten, Crugny im Osten und Südosten, Arcis-le-Ponsart im Süden sowie Mont-sur-Courville im Westen und Südwesten.

## Bevölkerungsentwicklung
| Jahr                       | 1962 | 1968 | 1975 | 1982 | 1990 | 1999 | 2006 | 2018 |
| Einwohner                  | 285  | 297  | 279  | 317  | 358  | 356  | 429  | 454  |
| Quellen: Cassini und INSEE |      |      |      |      |      |      |      |      |

## Sehenswürdigkeiten

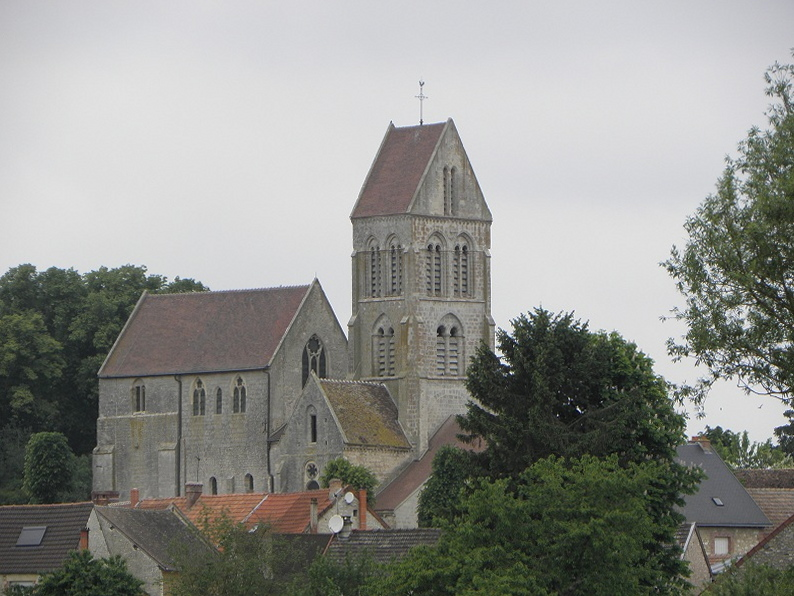
Kirche Saint-Julien

- Kirche Saint-Julien aus dem 11. Jahrhundert, Monument historique